# Elisabeth Seidl
Elisabeth Seidl (* 1939 in Wien) ist österreichische Pflegewissenschaftlerin.

## Leben
Nach dem Abschluss des Bundesrealgymnasiums Schloß Traunsee in Gmunden, Oberösterreich, absolvierte Elisabeth Seidl zwischen 1958 und 1961 die Krankenpflegeausbildung am Rudolfinerhaus in Wien. Als Gesundheits- und Krankenpflegerin in Praxis und Unterricht tätig, absolvierte Seidl von 1968 bis 1969 eine Weiterbildung in Pflegepädagogik und Pflegemanagement in Zürich.
Von 1973 bis 1978 studierte Seidl Psychologie und Soziologie an der Universität Wien. Von 1975 bis 1999 war sie Pflegedirektorin und Leiterin der Gesundheits- und Krankenpflegeschule des Rudolfinerhauses in Wien. Diese Schule zeichnete sich durch hohe pflegepädagogische Standards aus.
Seidl wurde 1992 Leiterin des Instituts für Pflege- und Gesundheitssystemforschung der Johannes Kepler Universität Linz. 1995 erfolgte die Berufung in den Obersten Sanitätsrat. Seidl habilitierte sich 1995 in Soziologie der Pflege an der Universität Linz und war von 2004 bis 2007 Vertragsprofessorin für Pflegewissenschaft an der Universität Wien.
Sie hat wesentlich zur Etablierung der Pflege als Wissenschaft beigetragen. Gemeinsam mit der deutschen Pflegewissenschaftlerin Hilde Steppe arbeitete Seidl an einem Projekt zur Aufarbeitung der Geschichte im Nationalsozialismus (Krankenpflege im Nationalsozialismus) sowie zur Sozialgeschichte des Pflegeberufes im deutschsprachigen Raum zwischen den Staaten Schweiz, Österreich und Deutschland (Geschichte der Krankenpflege).

## Werke
- Interaktionsprobleme des Pflegepersonals im Krankenhaus: Eine empirische Untersuchung in Wiener Krankenhäusern, Diss. Universität Wien 1978.
- Autonomie im Alter: Studien zur Verbesserung der Lebensqualität durch professionelle Pflege, Maudrich Wien 2000, ISBN 3-85175-743-2.
- mit Ilsemarie Walter: Chronisch kranke Menschen in ihrem Alltag: das Modell von Mieke Grypdonck, bezogen auf PatientInnen nach Nierentransplantation, Maudrich Wien 2005, ISBN 3-85175-827-7.
- mit Ilsemarie Walter, Elisabeth Rappold: Diabetes: der Umgang mit einer chronischen Krankheit, Böhlau Wien 2007, ISBN 3-205-77597-X.
- mit Sigrid Labenbacher (Hrsg.): Pflegende Angehörige im Mittelpunkt: Studien und Konzepte zur Unterstützung pflegender Angehöriger demenzkranker Menschen, Böhlau Wien 2007, ISBN 3-205-77602-X.
- mit Ilsemarie Walter (2022). Der lange Weg zur Etablierung der Pflegewissenschaft an österreichischen Universitäten. Open-Access-Publikation im Sinne der CC-Lizenz BY-NC-ND 4.0. V&R unipress, Brill, S. 361 f. Digitalisat
- mit Ilsemarie Walter: Lisbeth Hockey geb. Hochsinger. In: Hubert Kolling (Hrsg.)(2022): Biographisches Lexikon zur Pflegegeschichte „Who was who in nursing history“. Band 10. Hungen: hpsmedia, S. 118.

## Auszeichnungen
- 2008: Das Goldene Ehrenzeichen für Verdienste um die österreichische Pflege des Österreichischen Gesundheits- und Krankenpflegeverbandes[5]
- 2009: Festgabe für Elisabeth Seidl: Wilfried Schnepp und Ilsemarie Walter (Hrsg.): Multikulturalität in Pflege und Gesellschaft: Zum 70. Geburtstag von Elisabeth Seidl, Böhlau Wien, Köln, Weimar.
- 2010: Goldenes Ehrenzeichen für Verdienste um das Land Wien[6]
- 2012: Großes Ehrenzeichen für Verdienste um die Republik Österreich (1952) verliehen durch BM Alois Stöger, diplômé[7]
- 2014: Leopold-Kunschak-Preis
- 2018: Österreichisches Ehrenkreuz für Wissenschaft und Kunst 1. Klasse[8]